# Wéber Lajos
Wéber Lajos (Budapest, 1904. január 19. – 1959. szeptember 2.) válogatott labdarúgó, fedezet, edző.

## Pályafutása

### Klubcsapatban
A Törekvés, a szegedi Bástya FC, majd a Hungária labdarúgója volt. Az utóbbinál az 1928–29-es bajnokságot nyert csapatnak a tagja volt. A fedezetsor bármelyik helyén megfelelően helyt állt. Nagy munkabírású, technikás, jól fejelő játékos volt, aki a védekezésben és támadásban is kivette a részét az összjátékban. Taktikai érzékével kitűnt társai közül.

### A válogatottban
1925 és 1928 között hat alkalommal szerepelt a magyar labdarúgó-válogatottban.

### Edzőként
1942-ben a Debreceni VSC vezetőedzője volt. 1948-ban Dorogra kerül az NB II-es Dorogi AC csapatához, amellyel bajnoki címet nyert az 1948–49-es évadban. Ezzel a Dorog fennállása során másodszor került az NB I-be.

## Sikerei, díjai

### Játékosként
- Magyar bajnokság
  - bajnok: 1928–29

## Statisztika

### Mérkőzései a válogatottban
| Magyarország | Magyarország         | Magyarország                    | Magyarország | Magyarország | Magyarország | Magyarország | Magyarország | Magyarország |
| #            | Dátum                | Helyszín                        | Hazai        | Eredmény     | Vendég       | Kiírás       | Gólok        | Esemény      |
| ------------ | -------------------- | ------------------------------- | ------------ | ------------ | ------------ | ------------ | ------------ | ------------ |
| 1.           | 1925. március 25.    | Budapest, Hungária körúti pálya | Magyarország | 5 – 0        | Svájc        | barátságos   | -            |              |
| 2.           | 1925. május 5.       | Bécs, Hohe Warte                | Ausztria     | 3 – 1        | Magyarország | barátságos   | -            |              |
| 3.           | 1925. május 21.      | Budapest, Hungária körúti pálya | Magyarország | 1 – 3        | Belgium      | barátságos   | -            |              |
| 4.           | 1926. szeptember 19. | Bécs, Hohe Warte                | Ausztria     | 2 – 3        | Magyarország | barátságos   | -            |              |
| 5.           | 1926. november 14.   | Budapest, Üllői úti pálya       | Magyarország | 3 – 1        | Svédország   | barátságos   | -            | 37'          |
| 6.           | 1928. október 7.     | Bécs, Hohe Warte                | Ausztria     | 5 – 1        | Magyarország | Európa-kupa  | -            |              |
|              | Összesen             |                                 |              | 6            | mérkőzés     |              | 0            | gól          |